# Anderson County (Kansas)
Anderson County ist ein County im Osten des Bundesstaates Kansas der Vereinigten Staaten. Der Verwaltungssitz (County Seat) ist Garnett. Das U.S. Census Bureau hat bei der Volkszählung 2020 eine Einwohnerzahl von 7836 ermittelt.

## Geographie
Das County liegt im Osten von Kansas, ist etwa 40 km von der Staatsgrenze zu Missouri entfernt und hat eine Fläche von 1513 Quadratkilometern, wovon vier Quadratkilometer Wasserfläche sind. Es grenzt im Uhrzeigersinn an folgende Countys: Franklin County, Miami County, Linn County, Bourbon County, Allen County, Woodson County und Coffey County.

## Geschichte
Anderson County wurde am 30. August 1855 als Original-County gebildet und gehört zu den ersten 33 Countys, die von der ersten Territorial-Verwaltung gebildet wurden. Benannt wurde es nach Joseph C. Anderson, einem US-amerikanischen Politiker.
Insgesamt sind 5 Bauwerke des Countys im National Register of Historic Places eingetragen.

## Demografische Daten
Nach der Volkszählung im Jahr 2000 lebten im Anderson County 8110 Menschen in 3221 Haushalten und 2264 Familien im Anderson County. Die Bevölkerungsdichte betrug 5 Einwohner pro Quadratkilometer. Ethnisch betrachtet setzte sich die Bevölkerung zusammen aus 97,41 Prozent Weißen, 0,32 Prozent Afroamerikanern, 0,74 Prozent amerikanischen Ureinwohnern, 0,22 Prozent Asiaten, 0,02 Prozent Bewohnern aus dem pazifischen Inselraum und 0,33 Prozent aus anderen ethnischen Gruppen; 0,95 Prozent stammten von zwei oder mehr Ethnien ab. 1,09 Prozent der Bevölkerung waren spanischer oder lateinamerikanischer Abstammung.
Von den 3221 Haushalten hatten 31,0 Prozent Kinder unter 18 Jahren, die mit ihnen gemeinsam lebten. 59,9 Prozent waren verheiratete, zusammenlebende Paare, 6,9 Prozent waren allein erziehende Mütter und 29,7 Prozent waren keine Familien. 26,8 Prozent aller Haushalte waren Singlehaushalte und in 15,6 Prozent lebten Menschen mit 65 Jahren oder darüber. Die Durchschnittshaushaltsgröße betrug 2,48 und die durchschnittliche Familiengröße betrug 3,00 Personen.
26,2 Prozent der Bevölkerung waren unter 18 Jahre alt. 7,0 Prozent zwischen 18 und 24 Jahre, 24,6 Prozent zwischen 25 und 44 Jahre, 22,1 Prozent zwischen 45 und 64 Jahre und 20,0 Prozent waren 65 Jahre alt oder älter. Das Durchschnittsalter betrug 40 Jahre. Auf 100 weibliche Personen kamen 96,7 männliche Personen. Auf 100 erwachsene Frauen ab 18 Jahren kamen 93,5 Männer.
Das jährliche Durchschnittseinkommen eines Haushalts betrug 33.244 USD, das Durchschnittseinkommen einer Familie betrug 39.101 USD. Männer hatten ein Durchschnittseinkommen von 30.102 USD, Frauen 20.705 USD. Das Prokopfeinkommen betrug 16.458 USD.
10,6 Prozent der Familien und 12,8 Prozent der Bevölkerung lebten unterhalb der Armutsgrenze.

## Orte im County
- Bush City
- Central
- Colony
- Garnett
- Glenlock
- Greeley
- Harris
- Kincaid
- Lone Elm
- Mont Ida
- Scipio
- Selma
- Welda
- Westphalia

Townships
- Indian Creek Township
- Jackson Township
- Lincoln Township
- Lone Elm Township
- Monroe Township
- North Rich Township
- Ozark Township
- Putnam Township
- Reeder Township
- Rich Township
- Walker Township
- Washington Township
- Welda Township
- Westphalia Township